# گزارش رازینسکی

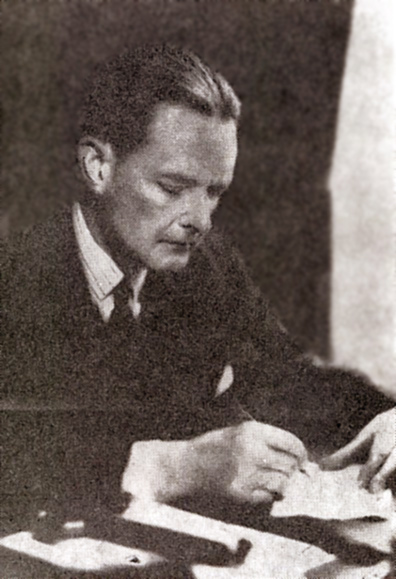
ادوارد برنارد رازینسکی در حال کار در دفتر خود

گزارش یا یادداشت رازینسکی به تاریخ ۱۰ دسامبر ۱۹۴۲ و امضا شده توسط وزیر امور خارجه دولت در تبعید لهستان، ادوارد برنارد رازینسکی، یادداشتی دیپلماتیک بود که اشاره به پاکسازی نژادی یهودیان در قلمرو لهستان اشغالی می‌کرد. این یادداشت به وزیران امور خارجه دولت‌های متفق، فرستاده شد و نخستین گزارش رسمی دربارهٔ هولوکاست بود که دولت‌های غربی را دربارهٔ آنچه در آن هنگام بر یهودیان می‌گذشت مطلع می‌کرد. در این گزارش از تربلینکا، بلزک و سوبیبور با عنوان اردوگاه‌های مرگ یاد برده شد. این یادداشت همچنین نخستین اعتراض آشکار از سوی یکی از کشورهای اشغال‌شده در اروپا در دفاع از همهٔ یهودیانی بود که توسط آلمان نازی مورد آزار قرار می‌گرفتند، و نه تنها یهودیان ساکن در قلمروی خود کشور اشغال‌شده.

## تاریخچه
گزارش رازینسکی بر پایه اطلاعاتی تهیه شده بود که اداره روابط یهودی ارتش میهنی لهستان به شکل میکروفیلم به بیرون از آن کشور منتقل کرده بود و در نهایت به لندن رسیده بودند. از جمله افرادی که در این انتقال دست داشتند یان کارسکی بود که میان ۱۹۴۰ تا ۱۹۴۲ برای دولت در تبعید گزارش می‌فرستاد و بعدها خود درست بودن فیلم‌های ضبط شده را تأیید کرد. گزارش رازینسکی در ۱۰ دسامبر ۱۹۴۲ به کشورهای امضاکنندهٔ منشور سازمان ملل متحد فرستاده شد و رازینسکی بشخصه آن را به اطلاع وزیران امور خارجه دیگر کشورها رساند.
رازینسکی به نمایندگی از دولت لهستان به همه کشورهای متفق دربارهٔ وضعیت فاجعه‌بار یهودیان در لهستان تحت اشغال آلمان توضیح داد و با نسل‌کشی خواندن این رویدادها، از دیگر کشورها درخواست کمک کرد:
دولت لهستان — به عنوان نماینده اقتدار مشروع نواحی‌ای اشغال شده توسط آلمان که در آن‌ها پاکسازی سیستماتیک شهروندان لهستانی و شهروندان یهودی‌ای که ریشه در بسیاری دیگر کشورهای اروپایی دارند صورت می‌گیرد — وظیفه خود می‌داند که با اطمینان تام نظر خود را به اطلاع حکومت‌های عضو سازمان ملل متحد برساند دربارهٔ ضرورت نه تنها محکوم ساختن جنایت‌های مرتکب شده توسط آلمانی‌ها و نیز [ضرورت] برخورد با مجرمان، بلکه یافتن راهی برای اطمینان از آنکه آلمان از ادامه به کار بردن روش‌هایش در پاکسازی گسترده [یهودیان و دیگران] بازداشته شود.— ادوارد برنارد رازینسکی، «یادداشتی به سازمان ملل متحد»، ۱۰ دسامبر ۱۹۴۲
این یادداشت در ۹ صفحه تایپ شده بود. در ۲۱ نکته، یادداشت به ارائه جزئیات پیرامون مسئله و وضعیت کنونی یهودیان در لهستان اشغالی و همچنین گاهشماری از تلاش‌های اطلاعاتی دولت لهستان در مناطق مورد بحث می‌پردازد. در انتها نیز از دولت‌های متفق درخواست می‌کند که این جنایت‌ها را متوقف کنند. یادداشت برای وزیران امور خارجه ۲۶ کشور امضاکنندهٔ منشور سازمان ملل متحد فرستاده شد. تصاویر زیر مربوط به نامه فرستاده شده به آنتونی ایدن، وزیر امور خارجه بریتانیا، هستند:

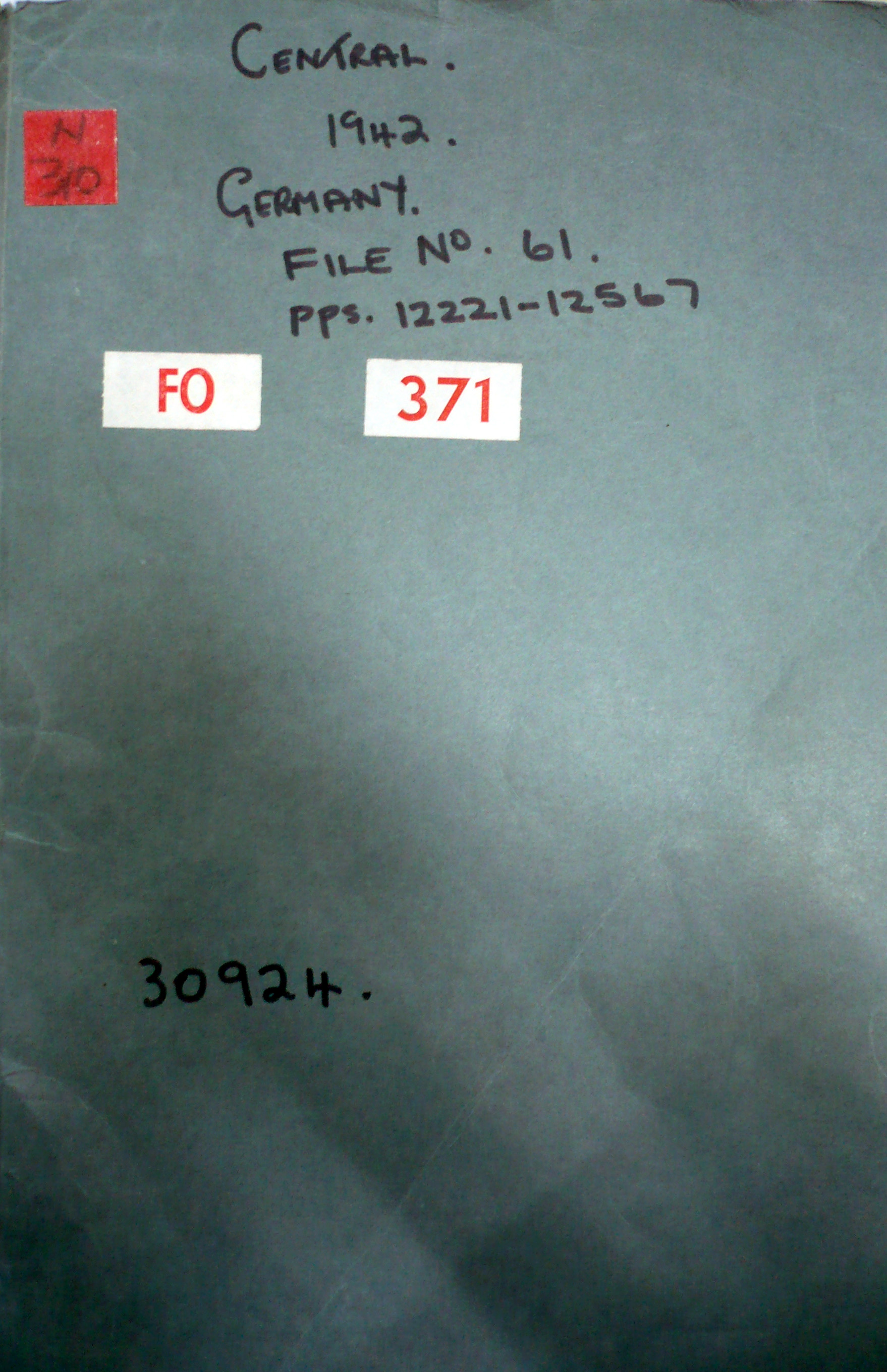
جلد یادداشت
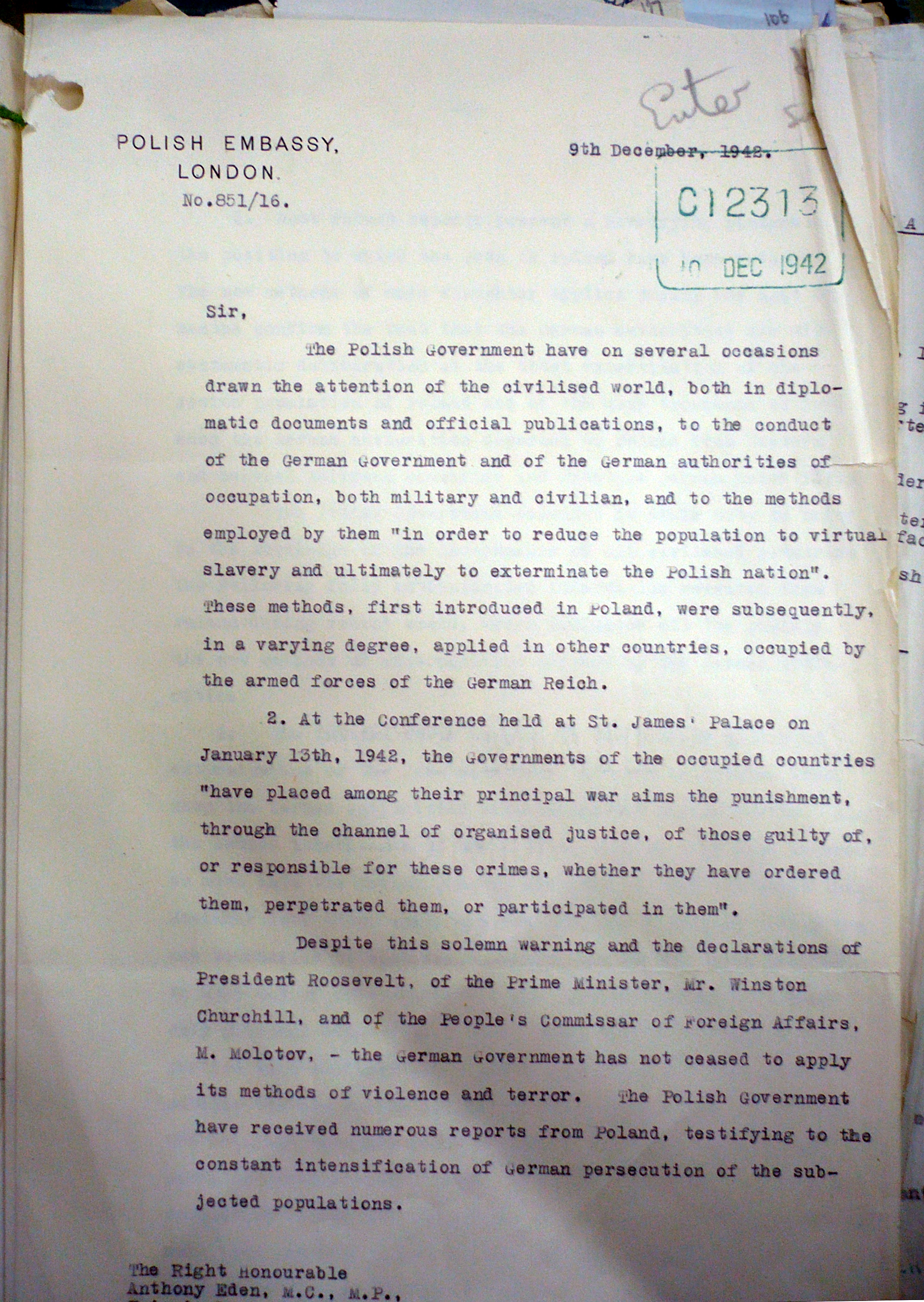
صفحهٔ ۱, خطاب به آنتونی ایدن (۱۰ دسامبر ۱۹۴۲)
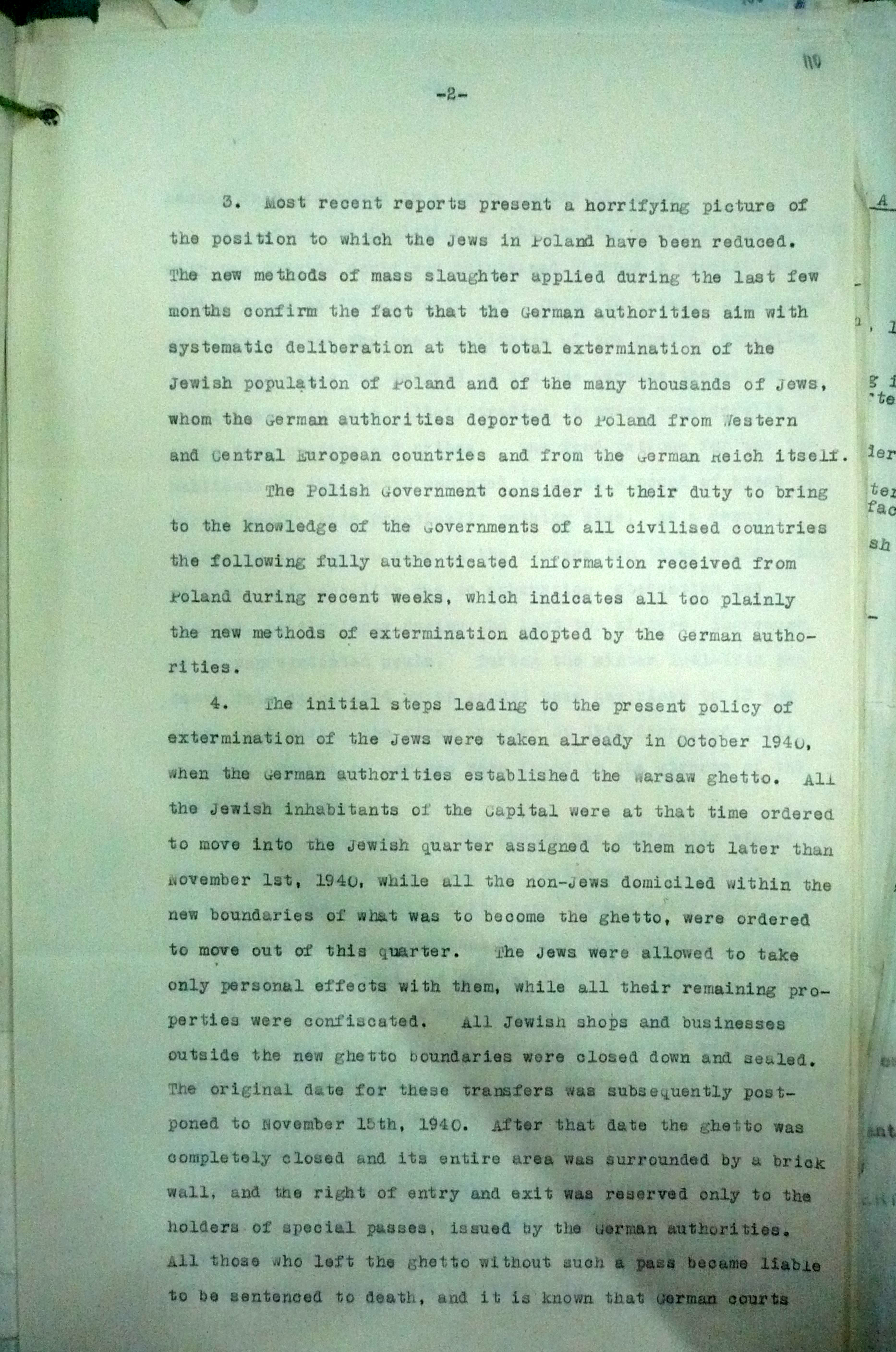
صفحه ۲
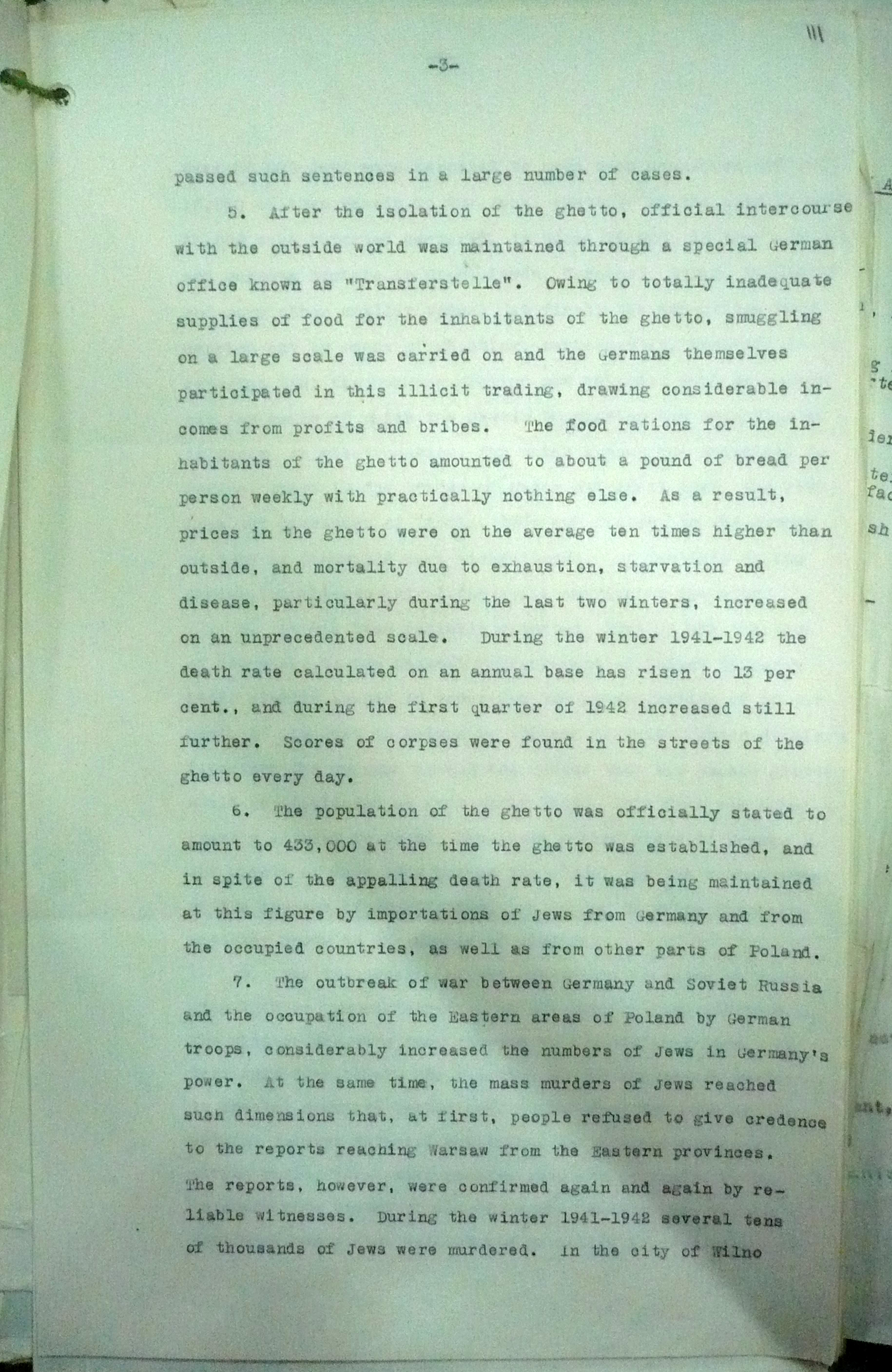
صفحه ۳
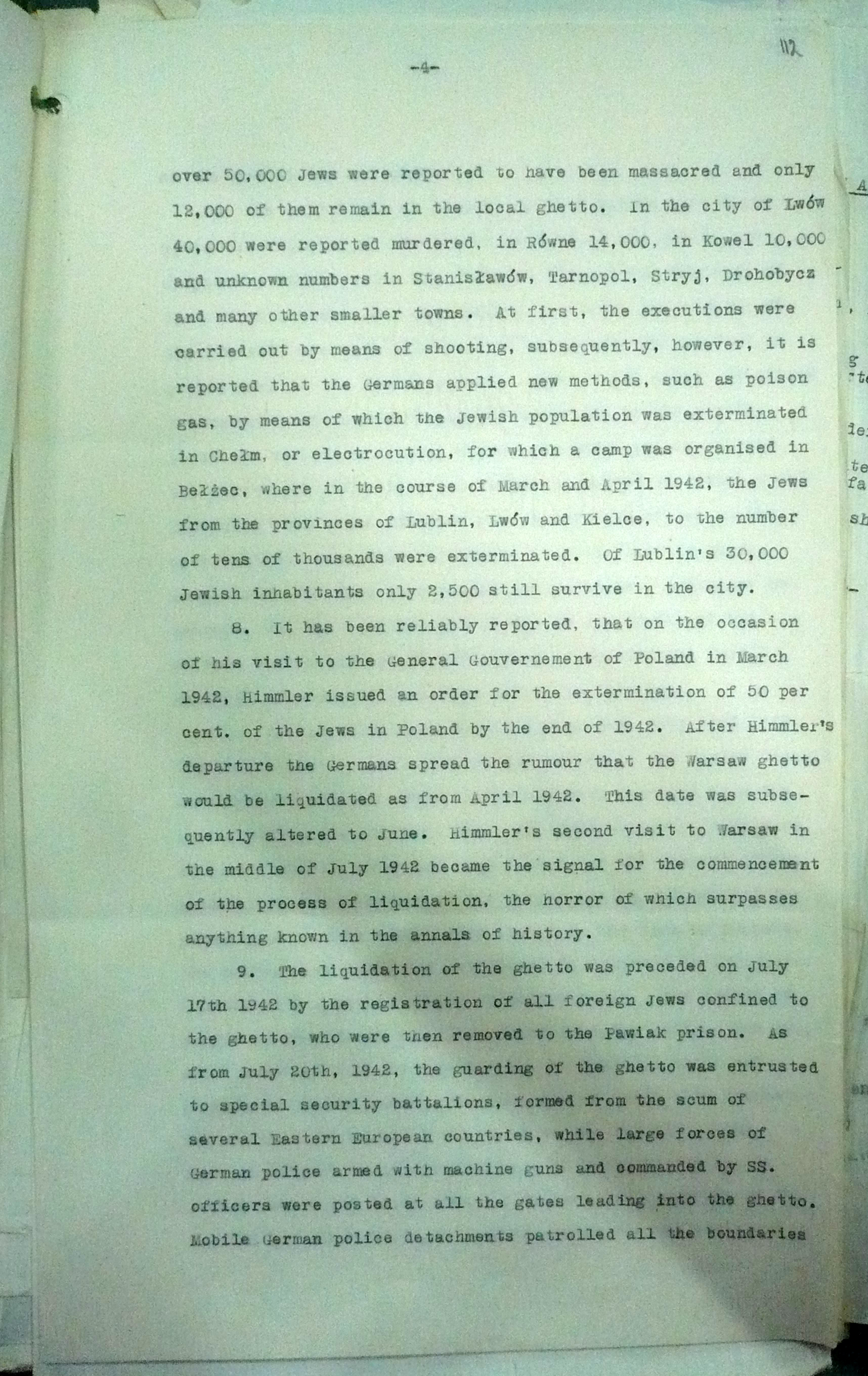
صفحه ۴
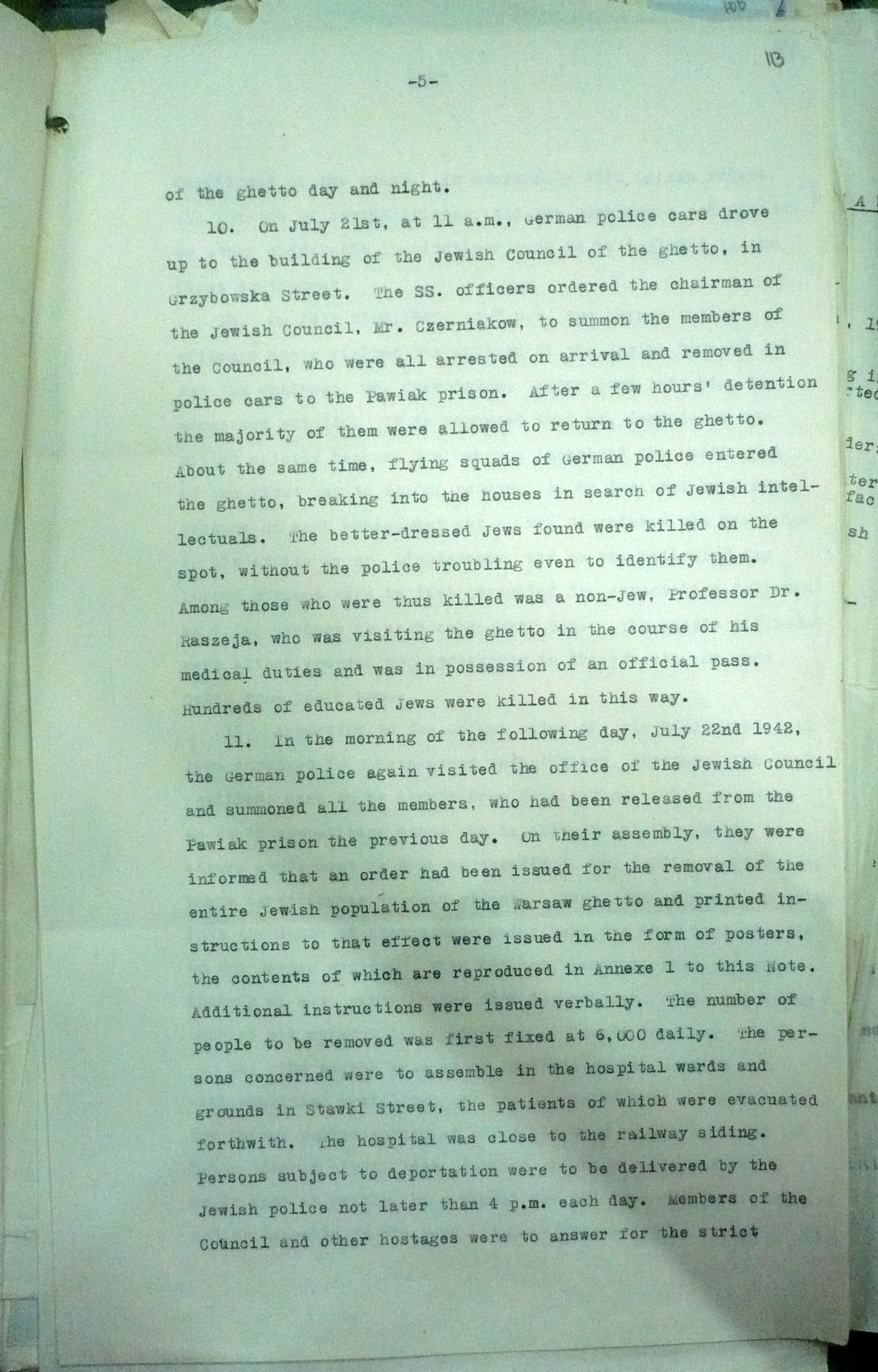
صفحه ۵
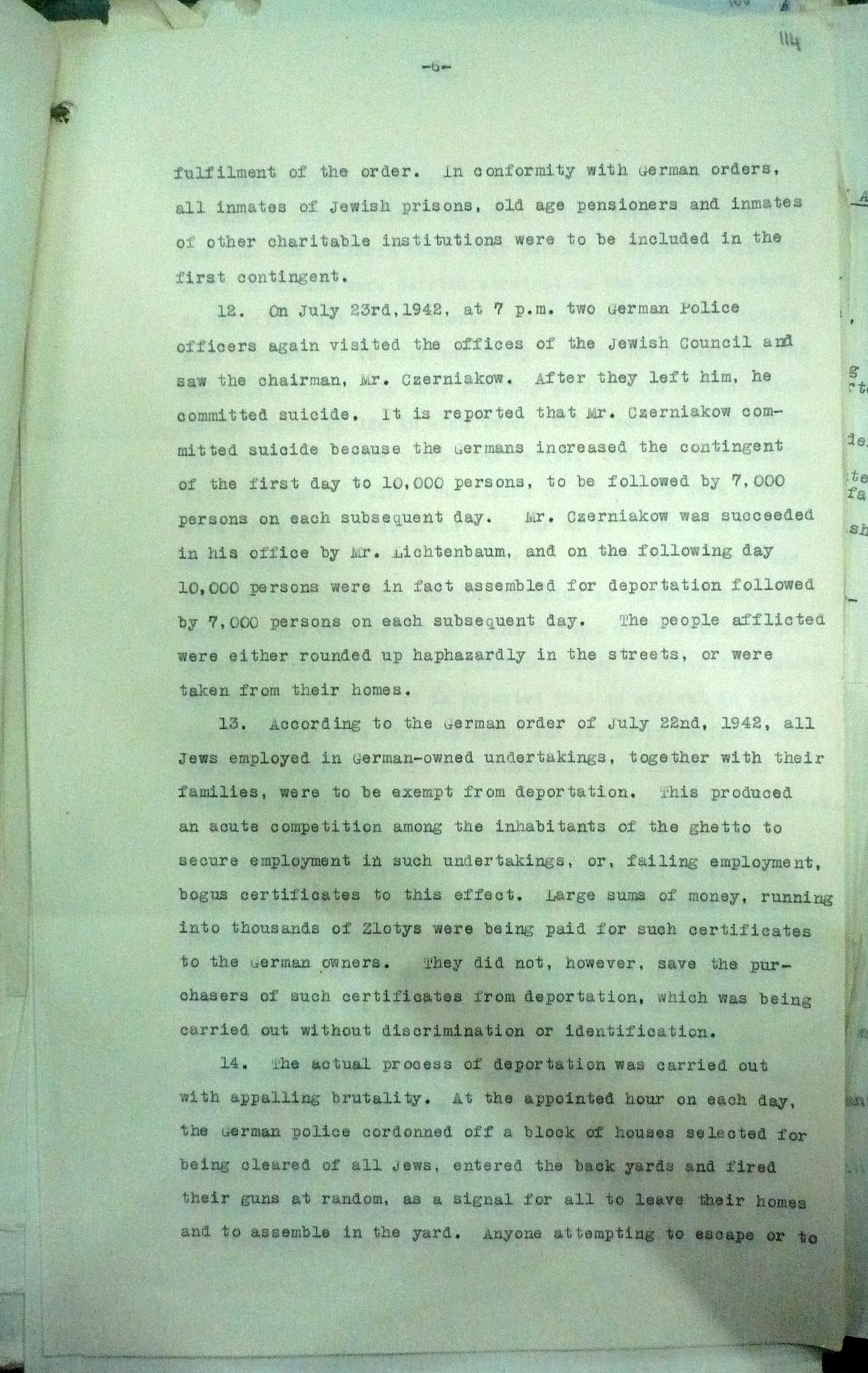
صفحه ۶
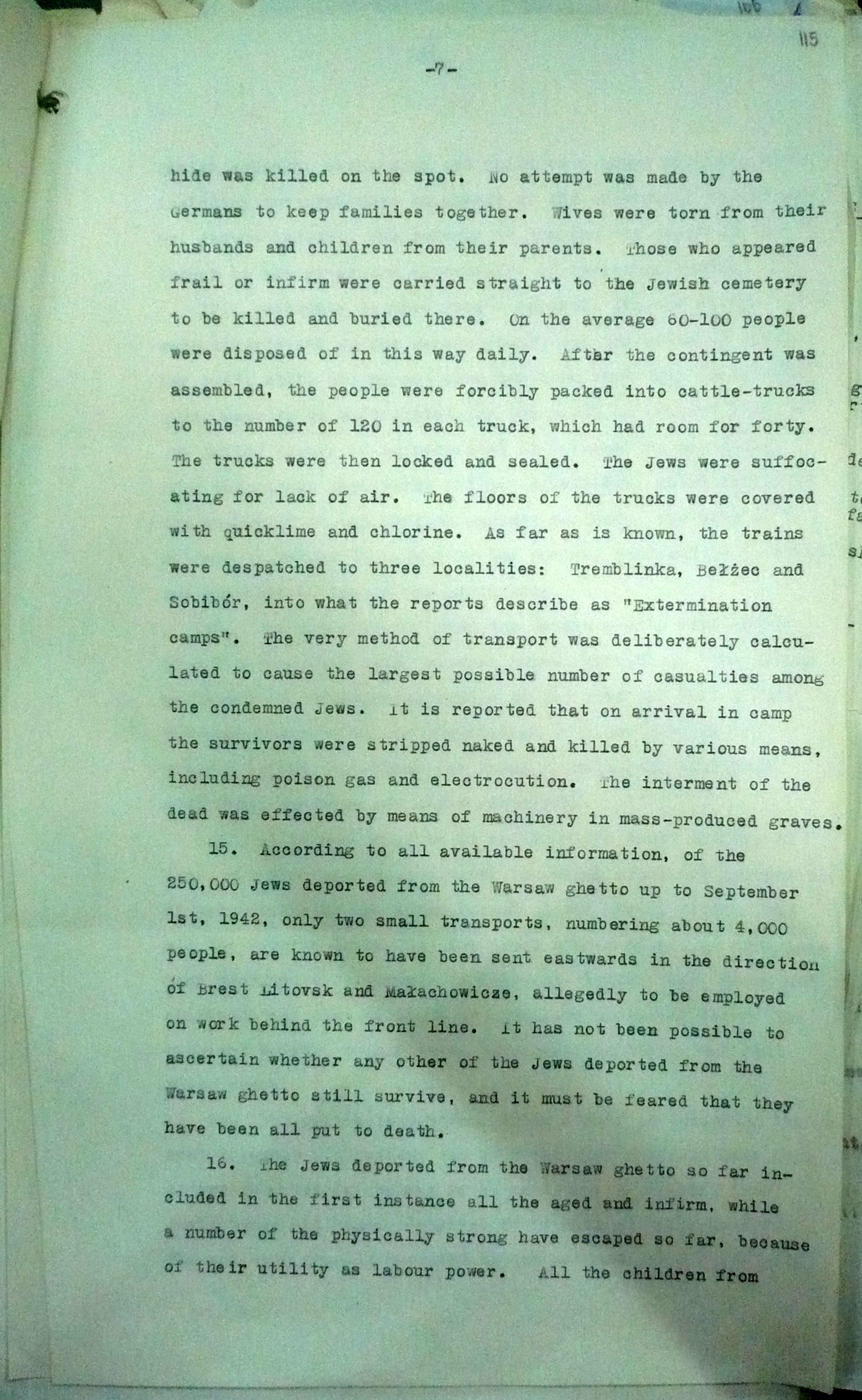
صفحه ۷
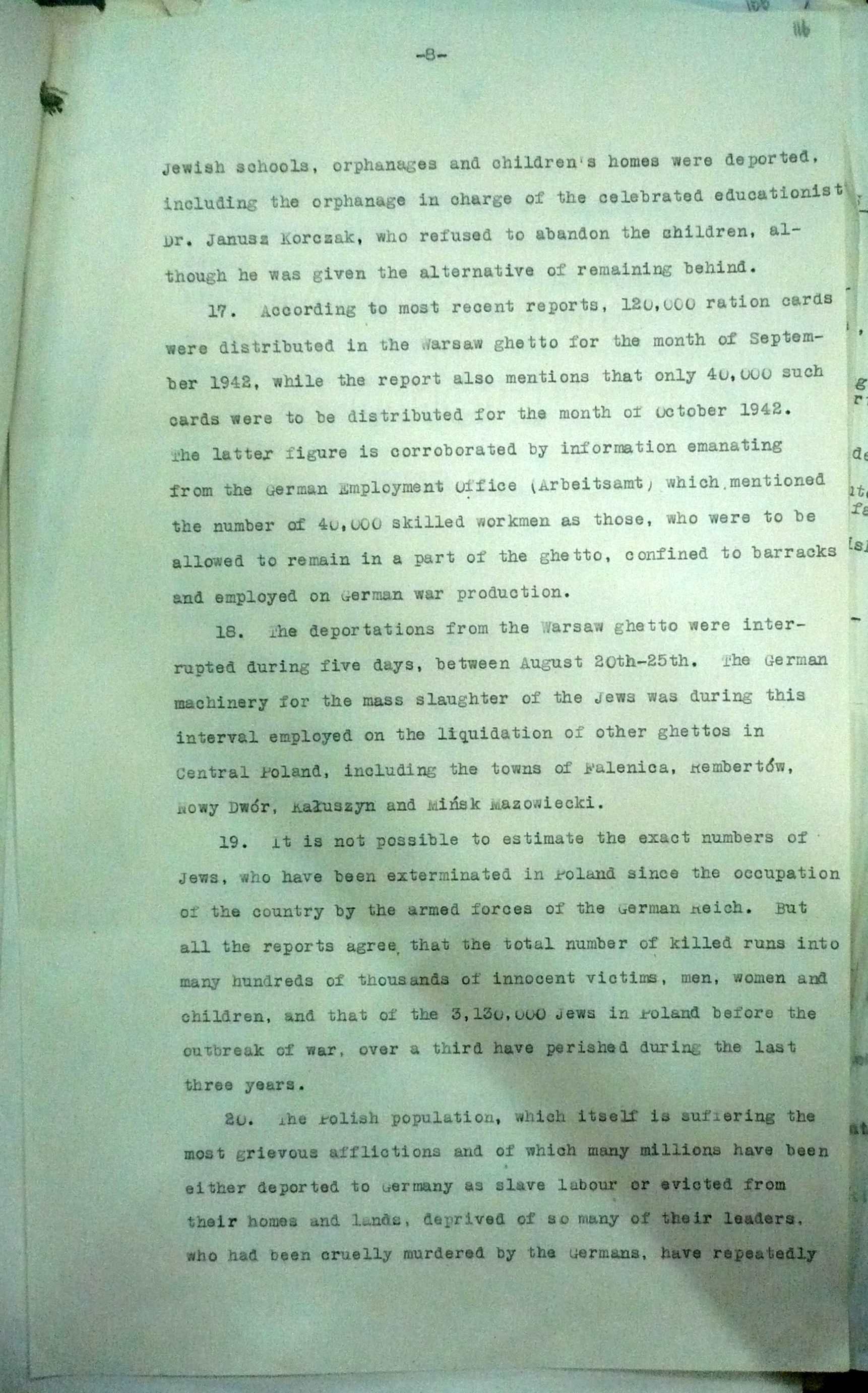
صفحه ۸
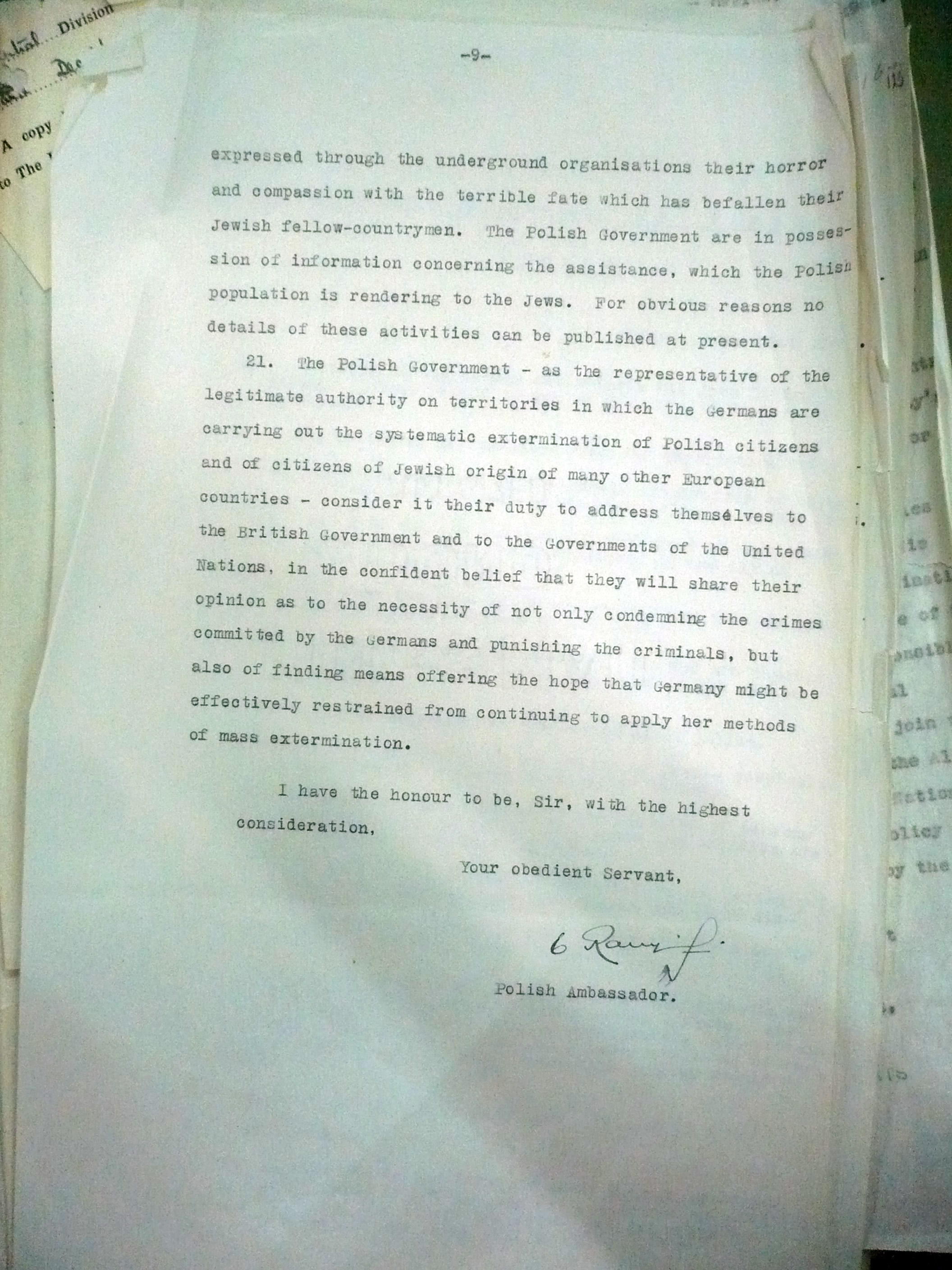
صفحه ۹